# 중간침대돌기
중간침대돌기(middle clinoid process), 또는 중상돌기는 터키안의 앞쪽 경계 양쪽 끝을 이루는 2개의 작은 융기이다. 터키안의 가쪽에서 발견된다.

## 어원
'Clinoid'라는 단어는 그리스어 어근 klinein 또는 라틴어 clinare에서 유래했을 가능성이 높으며 둘 다 '기울어지다'라는 뜻을 가지고 있다.

## 참고 문헌
이 문서는 현재 퍼블릭 도메인에 속하는 그레이 해부학 제20판(1918) page 147의 내용을 기초로 작성된 글이 포함되어 있습니다.